# Selene 6.23
Selene 6.23 (em coreano: 너와 나의 거리; literalmente: The Distance Between Us) é uma canção orquestra interpretada pela boy band sul-coreana SHINee em sua primeira colaboração com o pianista internacionalmente conhecido Yiruma. Foi incluída como faixa-título, do repackage do terceiro álbum de estúdio em coreano do SHINee, intitulado The Misconceptions of Us, que inclui tanto a primeira quanto segunda parte do álbum. O álbum foi lançado em 8 de agosto de 2013 sob o selo da SM Entertainment e distribuído pela KMP Holdings. A canção liderou as paradas de muitos portais de música após o lançamento. "Better Off" foi outra nova faixa incluída no repackage.

## Composição e antecedentes
De acordo com o  portal de música Naver Music, "Selene 6,23" tem um ritmo médio de pop-balada integrado com elementos de orquestra moderna. O instrumental foi composto pelo pianista mundialmente famoso Yiruma. "Selene 6.23" é a primeira colaboração entre Yiruma e Shinee. E os produtores musicais Ted Kim e 2Face. Kim coproduziu muitas outras músicas para vários artistas da SM Town, incluindo "Destiny" do TVXQ, "Talk Talk" e "XYZ" do Girls' Generation, "Disturbance" da BoA e "I Would" do Henry Lau. Ted Kim também trabalhou com Teddy Riley para compor muitas músicas promocionais para Shinee, como "Beautiful", "Shine (Medusa I)" e "Dangerous (Medusa II)", todas as três pertencem ao mesmo álbum assim como "Selene 6.23". A letra foi escrita pelo próprio integrante do Shinee Jonghyun, que também escreveu três outras faixas do álbum, "Spoiler", "Orgel (Music Box)" e "Dangerous (Medusa II)". A canção expressa a dor que se experimenta quando seu amor não é correspondido pela mulher que ama.

## Desempenho nas paradas
| Gráfico                        | Melhores posições |
| ------------------------------ | ----------------- |
| Gaon Weekly singles            | 9                 |
| Gaon Download Singles chart    | 9                 |
| K-Pop Billboard Weekly singles | 13                |